# Hildegard Holtstiege
Hildegard Holtstiege (* 24. März 1927 in Havixbeck) war Professorin im Fachbereich Erziehungswissenschaft an der Universität Münster. Sie gilt als Expertin für die Montessoripädagogik.

## Werdegang
Holtstiege studierte Pädagogik, Psychologie und Theologie an der Universität in Mainz. Sie promovierte 1970 mit einer Arbeit über die Pädagogik Eduard Mildes. Es folgten Hochschultätigkeiten an den Universitäten in Worms und Mainz. 1975 erhielt sie einen Ruf auf eine Professur für Allgemeine Pädagogik an der Universität Dortmund. 1978 wechselte sie an die Pädagogische Hochschule in Münster, wo sie einen Lehrstuhl für Systematische Pädagogik erhielt.
Infolge der Integration der Pädagogischen Hochschule in die Universität Münster lehrte sie ab 1980 bis zu ihrer Emeritierung 1992 am Institut für Theorie der Schule und der Bildungsorganisation der Universität Münster. An der Universität Münster begründete sie zusammen mit ihren Kollegen, Paul Oswald und Günter Schulz-Benesch mit dem Montessori-Zentrum in Münster einen Lehr- und Forschungsschwerpunkt.